# 卡西里山
16°26′40″S 67°56′15″W / 16.44444°S 67.93750°W
卡西里山（Q'asiri），是玻利維亞的山峰，位於該國西部拉巴斯省的佩德羅多明戈穆里略省，處於塞爾克庫柳山和哈蒂科柳山以南、索拉科柳山西北面、奇亞爾科柳山東北面，屬於安第斯山脈中玻利維亞瑞阿爾山脈的一部分，海拔高度5,224米。